# Nordiska kulturtidskriftsföreningen
Nordiska kulturtidskriftsföreningen är en samarbetsorganisation/ett nätverk för kulturtidskriftsföreningar i Danmark, Finland, Norge och Sverige, som inrättades 2004.
Nordiska kulturtidskriftsföreningen delar sedan 2009 ut det årliga priset Årets kulturtidskrift i Norden.

## Medlemmar
- Foreningen af Danske Kulturtidsskrifter, Danmark
- Tidskriftscentralen, Finland
- Kultti (Kultur-, opinions- och vetenskapstidskrifternas förbund Kultti), Finland
- Norsk Tidsskriftforening, Norge
- Föreningen för Sveriges Kulturtidskrifter, Sverige